# Conops strigatus
Conops strigatus är en tvåvingeart som beskrevs av Christian Rudolph Wilhelm Wiedemann 1824. Conops strigatus ingår i släktet Conops och familjen stekelflugor. Arten är reproducerande i Sverige. Inga underarter finns listade i Catalogue of Life.